# Ставрос Василантонопулос
Ставрос Василантонопулос (грец. Σταύρος Βασιλαντωνόπουλος, нар. 28 січня 1992, Егіо) — грецький футболіст, захисник клубу «Атромітос».

## Ігрова кар'єра
Народився 28 січня 1992 року в місті Егіо. Вихованець кількох невеликих юнацьких команд футбольних клубів, останнім з яких був «Панеяліос».
У дорослому футболі дебютував 2012 року виступами за команду «Панахаїкі», в якій провів два сезони, взявши участь у 50 матчах чемпіонату другого дивізіону Греції, після чого сезон 2014/15 років провів там же у клубі «Аполлон Смірніс».
Своєю грою за останню команду привернув увагу представників тренерського штабу клубу АЕК, до складу якого приєднався 2015 року. Втім у столичному клубі Ставрос не закріпився, хоча і виграв Кубок Греції, зігравши за наступний сезон своєї ігрової кар'єри лише 3 матчі в усіх турнірах, через що з 2016 по 2019 рік грав на правах оренди у складі команд «Верія» та «Ламія».
2019 року повернувся до АЕКа, але і цього разу у команді не закріпився і 3 березня 2020 року був відданий в оренду до кінця сезону у польський «Гурник» (Забже).

## Титули і досягнення
- Володар Кубка Греції (1):

АЕК: 2015–16